# Jacek Świat
Jacek Świat (ur. 16 grudnia 1955 we Wrocławiu) – polski polityk, filolog i dziennikarz, poseł na Sejm VII, VIII, IX i X kadencji.

## Życiorys
W 1980 ukończył studia polonistyczne na Uniwersytecie Wrocławskim. Pracował w Poczcie Polskiej, gdzie zajmował się m.in. marketingiem. Był rzecznikiem prasowym okręgu dolnośląskiego tej instytucji. Był redaktorem m.in. „Nowego Świata” i „Herolda Dolnośląskiego”.
Od 1980 działał w NSZZ „Solidarność”, był członkiem redakcji „Solidarności Dolnośląskiej”. W czasie stanu wojennego został na około pół roku internowany. Uczestniczył w wydawaniu podziemnej prasy, m.in. „Solidarności Dolnośląskiej” wydawanej przez Solidarność Walczącą, a także sam publikował w drugim obiegu. W 1989 działał w lokalnym Komitecie Obywatelskim.
W 1990 był współzałożycielem Porozumienia Centrum. Zasiadał w zarządzie wojewódzkim i naczelnym sądzie partyjnym tego ugrupowania. W połowie lat 90. zrezygnował z aktywności politycznej. W wyborach parlamentarnych w 2011 został liczbą 14 904 głosów wybrany na posła z listy Prawa i Sprawiedliwości w okręgu wrocławskim. W wyborach w 2015 z powodzeniem ubiegał się o reelekcję z wynikiem 17 281 głosów. W wyborach w 2019 i 2023 był wybierany na kolejne kadencje Sejmu, otrzymując odpowiednio 15 537 głosów oraz 13 663 głosy.
Był mężem Aleksandry Natalli-Świat, która zginęła 10 kwietnia 2010 w katastrofie polskiego samolotu Tu-154M w Smoleńsku. Udzielił wypowiedzi do filmu dokumentalnego Pogarda.